# Vasile Aftenie
Vasile Aftenie, né le 14 juin 1899, à Valea Lungă, Roumanie et décédé le 10 mai 1950 à Bucarest, était un évêque gréco-catholique roumain, emprisonné, torturé et exécuté dans les geôles communistes, pour son refus d'abandonner la foi catholique. 
Reconnu martyr par l'Église catholique, sa béatification a eu lieu à Blaj, le 2 juin 2019.

## Biographie
Vasile Aftenie est né le 14 juin 1899, à Lodroman, dans le comitat Târnava-Mică, en Transylvanie, Empire austro-hongrois.

### Ses études
Vasile Aftenie a fait ses études primaires dans son village natal et à Blaj. Il a étudié au Lycée de Blaj et, en 1919, s'est inscrit à la Faculté de Théologie de Blaj, d'où il a été envoyé, afin de continuer ses études, au collège grec « Saint-Athanase » de Rome. En 1925, Vasile Aftenie y a obtenu le titre de docteur en Philosophie et en Théologie. Il est ensuite revenu en Roumanie.

### Prêtre et professeur
Il a été consacré prêtre gréco-catholique, le 1er janvier 1926, par le métropolite Vasile Suciu. Le mois suivant, il fut nommé professeur à l'Académie de Théologie de Blaj. Il a été nommé archiprêtre gréco-catholique de Bucarest et, ultérieurement, chanoine du chapitre archiépiscopal de Blaj. Le 1er octobre 1939, Vasile Aftenie a été nommé recteur de l'Académie de Théologie de Blaj.

### Évêque
Vasile Aftenie a été nommé, en avril 1940, évêque titulaire d'Ulpiana (de) et auxiliaire de l'archevêque Alexandru Nicolescu, qui était le métropolite de l'Église grecque-catholique roumaine. Le 5 juin 1940, il a été consacré évêque, dans la Cathédrale de la Sainte-Trinité de Blaj. Il est revenu à Bucarest en tant que vicaire épiscopal. L’évêque Vasile Aftenie a été en fonction, au siège de l'Église Saint-Basile-le-Grand de Bucarest, devenue cathédrale, jusqu’à son arrestation par la Securitate.
En octobre 1948, les 36 anciens prêtres gréco-catholiques venus de Cluj rentrent à Bucarest, afin qu'ils rapportent leur adhésion à l'Église orthodoxe roumaine. Ils rencontrent, au restaurant Capșa, Vasile Aftenie. L'évêque les admonesta au sujet de l'abandon de l'Église grecque-catholique roumaine,. Beaucoup d'entre eux ont admis qu'ils avaient signé le passage à l'orthodoxie sous la pression.

### Son arrestation et sa mort
Le 28 octobre 1948, Vasile Aftenie est arrêté pour sa fidélité à l'Église catholique romaine, sur la Piața Romană, juste après sa sortie de sa cathédrale, et torturé sur ordre du général Nikolski,, mutilé au sous-sol du Ministère des Internes de Bucarest. Il fut ensuite tué dans la geôle de Văcărești (ro), le 10 mai 1950.
Puisque l'évêque était de haute taille et que son corps n’avait pas de place dans la caisse en bois employée à la place d’un véritable cercueil, on lui a coupé les pieds. Vasile Aftenie a été enterré dans le Cimetière Bellu catholique, de Bucarest. Sur la croix de sa tombe, les autorités communistes roumaines n'ont pas permis d'écrire que « V. A. 1950 ». Sa tombe est devenue lieu de pèlerinage.

## Béatification
La cause pour la béatification et la canonisation de Vasile Aftenie et de 6 autres évêques roumains débute en 1997. L'enquête diocésaine est clôturée en 2010 et envoyée à Rome afin d'y être étudiée par la Congrégation pour les causes des saints. 
Le 13 mai 2010, la dépouille de l'évêque fut exhumée du Cimetière Bellu et transférée à l'église gréco-catholique Adormirea Maicii Domnului située au numéro 39, rue Sirenelor, à Bucarest.
À la suite de l'avis favorable des différentes commissions, c'est le 19 mars 2019 que le pape François a reconnu le martyre de Vasile Aftenie et des 6 autres évêques, et a signé le décret permettant leur béatification. La cérémonie durant laquelle ils ont été proclamés bienheureux a été célébrée à Blaj par le pape François, le 2 juin 2019. 